# پاقلعه (صحنه)
پاقلعه (به کُردی: پاقه‌ڵا)، روستایی از توابع بخش مرکزی شهرستان صحنه در استان کرمانشاه ایران است.

## جمعیت
این روستا در دهستان هجر قرار دارد و براساس سرشماری مرکز آمار ایران در سال ۱۳۸۵، جمعیت آن ۱۸۹ نفر (۴۲ خانوار) بوده‌است.

## آثار تاریخی
محوطۀ تپۀ پاقلعه در این روستا قرار دارد. این محوطه سال ۱۳۸۱ شناسایی شد و در سال ۱۳۸۴ در فهرست آثار ملی ایران قرار  گرفت. احتمال داده شده که این تپه تاریخی مربوط به دورۀ عصر آهن و حکومت مادها (حدود سه هزار سال پیش) باشد.